# Vetenskapsåret 1809

## Pristagare
- Copleymedaljen: Edward Troughton, brittisk instrumentmakare.

## Födda
- 4 januari - Louis Braille (död 1852), fransk blindlärare och uppfinnare.
- 2 februari - Georg Engelmann, (död 1884), tysk-amerikansk botaniker.
- 12 februari - Charles Darwin (död 1882), brittisk biolog.
- 15 februari - André Hubert Dumont (död 1857), belgisk geolog.
- 15 februari - Cyrus McCormick (död 1884), amerikansk uppfinnare.
- 21 februari - Rudolf Wilhelm Dunker (död 1885), tysk geolog, mineralog och paleontolog.
- 24 mars - Joseph Liouville (död 1882), fransk matematiker.
- 7 april - James Glaisher (död 1903), brittisk meteorolog och astronom.
- 15 april - Hermann Günther Grassmann (död 1877), tysk matematiker.
- 20 april - James David Forbes (död 1868, skotsk naturforskare.
- 3 maj - Laurent-Guillaume de Koninck (död 1887), belgisk paleontolog och kemist.
- 6 juni - Karl Heinrich Emil Koch (död 1879), tysk botaniker.
- 9 juli - Friedrich August von Quenstedt (död 1889), tysk geolog.
- 31 augusti - Oswald Heer (död 1883), schweizisk botaniker, entomolog och paleontolog.
- 27 september - François Jules Pictet de la Rive (död 1872), schweizisk zoolog och paleontolog.
- 22 oktober - August Karl Joseph Corda (död 1849), österrikisk botaniker och paleontolog.
- 6 november - Rudolf Hermann Arndt Kohlrausch (död 1858).tysk fysiker.
- 17 december - Wolfgang Sartorius von Waltershausen (död 1876), tysk geolog.
- Datum okänt - Marie Durocher (död 1893), brasiliansk läkare och obstetriker.

## Avlidna
- 18 augusti - Matthew Boulton (född 1728), brittisk ingenjör och företagare.
- 11 oktober - Meriwether Lewis (född 1774), amerikansk militär och upptäcktsresande.
- 16 december - Antoine François de Fourcroy (född 1755), fransk kemist.